# باريس سان جيرمان موسم 2025–26
موسم 2025–26 هو الموسم السادس والخمسين في تاريخ باريس سان جيرمان، والموسم الثاني والخمسين على التوالي للنادي في الدوري الفرنسي. ويشارك النادي في الدوري الفرنسي، وكأس فرنسا، وكأس الأبطال الفرنسي، ودوري أبطال أوروبا، وكأس السوبر الأوروبي، وكأس القارات للأندية.